# Olympische Sommerspiele 2012/Teilnehmer (Togo)
| Gelbes Symbol für Goldmedaillen mit stilisierten Olympischen Ringen | Graues Symbol für Silbermedaillen mit stilisierten Olympischen Ringen | Braundes Symbol für Bronzemedaillen mit stilisierten Olympischen Ringen |
| ------------------------------------------------------------------- | --------------------------------------------------------------------- | ----------------------------------------------------------------------- |
| —                                                                   | —                                                                     | —                                                                       |

Togo nahm in London an den Olympischen Spielen 2012 teil. Es war die insgesamt neunte Teilnahme an Olympischen Sommerspielen. Das Comité National Olympique Togolais nominierte sechs Athleten in fünf Sportarten.
Fahnenträger bei der Eröffnungsfeier war der Kanute Benjamin Boukpeti.

## Teilnehmer nach Sportarten

### Judo
| Männer                |                  |         |         |             |           |    |
| Kouami Sacha Denanyoh | Klasse bis 81 kg | Freilos | Freilos | I. Bosbajew | 000 - 020 | 17 |

### Kanu

#### Kanuslalom
| Athleten          | Wettbewerb | Vorlauf | Vorlauf | Halbfinale | Halbfinale | Finale   | Finale | Rang |
| Athleten          | Wettbewerb | Zeit    | Rang    | Zeit       | Rang       | Zeit     | Rang   | Rang |
| ----------------- | ---------- | ------- | ------- | ---------- | ---------- | -------- | ------ | ---- |
| Männer            |            |         |         |            |            |          |        |      |
| Benjamin Boukpeti | K-1        | 90,52 s | 14      | 98,13 s    | 6          | 154,23 s | 10     | 10   |

### Leichtathletik
| Athleten           | Wettbewerb   | Vorlauf         | Vorlauf         | Halbfinale      | Halbfinale      | Finale          | Finale          | Rang |
| Athleten           | Wettbewerb   | Zeit            | Rang            | Zeit            | Rang            | Zeit            | Rang            | Rang |
| ------------------ | ------------ | --------------- | --------------- | --------------- | --------------- | --------------- | --------------- | ---- |
| Frauen             |              |                 |                 |                 |                 |                 |                 |      |
| Bamab Napo         | 100 m        | 12,35 s         | 8               | –               | –               | –               | –               | 56   |
| Männer             |              |                 |                 |                 |                 |                 |                 |      |
| Lamboni Lankantien | 400 m Hürden | disqualifiziert | disqualifiziert | disqualifiziert | disqualifiziert | disqualifiziert | disqualifiziert | –    |

### Schwimmen
| Athleten    | Wettbewerb    | Vorlauf | Vorlauf | Halbfinale | Halbfinale | Finale | Finale | Rang |
| Athleten    | Wettbewerb    | Zeit    | Rang    | Zeit       | Rang       | Zeit   | Rang   | Rang |
| ----------- | ------------- | ------- | ------- | ---------- | ---------- | ------ | ------ | ---- |
| Frauen      |               |         |         |            |            |        |        |      |
| Adzo Kpossi | 50 m Freistil | 37,55 s | 2       | –          | –          | –      | –      | 72   |

### Tischtennis
| Athleten          | Wettbewerb | 1. Runde | 1. Runde | 2. Runde      | 2. Runde      | 3. Runde      | 3. Runde      | 4. Runde      | 4. Runde      | Viertelfinale | Viertelfinale | Halbfinale    | Halbfinale    | Finale        | Finale        | Rang | Rang |
| Athleten          | Wettbewerb | Gegner   | Ergebnis | Gegner        | Ergebnis      | Gegner        | Ergebnis      | Gegner        | Ergebnis      | Gegner        | Ergebnis      | Gegner        | Ergebnis      | Gegner        | Ergebnis      |      |      |
| ----------------- | ---------- | -------- | -------- | ------------- | ------------- | ------------- | ------------- | ------------- | ------------- | ------------- | ------------- | ------------- | ------------- | ------------- | ------------- | ---- | ---- |
| Männer            |            |          |          |               |               |               |               |               |               |               |               |               |               |               |               |      |      |
| Mawussi Agbetoglo | Einzel     | J. Han   | 2-4      | ausgeschieden | ausgeschieden | ausgeschieden | ausgeschieden | ausgeschieden | ausgeschieden | ausgeschieden | ausgeschieden | ausgeschieden | ausgeschieden | ausgeschieden | ausgeschieden | 33   |      |